# Atletismo nos Jogos Pan-Americanos de 2011 - Revezamento 4x400 m masculino
A competição do revezamento 4x400 m masculino foi um dos eventos do atletismo nos Jogos Pan-Americanos de 2011, em Guadalajara. Foi disputada no Estádio Telmex de Atletismo entre os dias 27 e 28 de outubro.

## Calendário
Horário local (UTC-6).
| Data          | Horário | Fase         |
| ------------- | ------- | ------------ |
| 27 de outubro | 15:35   | Qualificação |
| 28 de outubro | 18:50   | Finais       |

## Medalhistas
|  | CUB Cuba                                                                      |  | DOM República Dominicana                                    |  | VEN Venezuela                                            |
|  | Noel Ruiz Raidel Acea Omar Cisneros William Collazo Júnior Díaz Amaurys Valle |  | Arismendy Peguero Luguelin Santos Yoel Tapia Gustavo Cuesta |  | Arturo Ramírez Alberto Aguilar José Acevedo Omar Longart |

## Recordes
Recordes mundial e pan-americano antes da disputa dos Jogos Pan-Americanos de 2011.
| Tipo                             | Atleta         | Tempo   | Local     | Data                 |
| -------------------------------- | -------------- | ------- | --------- | -------------------- |
|                                  | Estados Unidos | 2:54.29 | Stuttgart | 22 de agosto de 1993 |
| Recorde dos Jogos Pan-Americanos | Jamaica        | 2:57.97 | Winnipeg  | 30 de julho de 1999  |

## Resultados

### Semifinals
As três melhores equipes de cada bateria e as duas equipes mais rápidas se classificaram para as finais.

| Pos. | Bateria | País                     | Atletas                                                          | Tempo   | Obs. |
| ---- | ------- | ------------------------ | ---------------------------------------------------------------- | ------- | ---- |
| 1    | 2       | CUB Cuba                 | Júnior Díaz, Noel Ruiz, Amaurys Valle, William Collazo           | 3:04.33 | Q,   |
| 2    | 2       | VEN Venezuela            | Arturo Ramírez, Alberto Aguilar, José Acevedo, Omar Longart      | 3:04.67 | Q,   |
| 3    | 1       | DOM República Dominicana | Gustavo Cuesta, Arismendy Peguero, Yoel Tapia, Luguelin Santos   | 3:06.33 | Q    |
| 4    | 2       | USA Estados Unidos       | Bryan Miller, Jeremy Dodson, Perrisan White, Joshua Scott        | 3:07.57 | Q    |
| 5    | 1       | CAN Canadá               | Philip Osei, Dontae Richards, Tremaine Harris, Michael Robertson | 3:08.51 | Q    |
| 6    | 2       | BAH Bahamas              | Wesley Neymour, Chris Brown, Jamial Rolle, Ramon Miller          | 3:09.68 | q    |
| 7    | 1       | JAM Jamaica              | Michael Mason, Omar Johnson, Annert Whyte, Jason Livermore       | 3:10.05 | Q    |
| 8    | 1       | MEX México               | José Luis Ceballos, Orlando García, Juan Stenner, Jorge Alonzo   | 3:12.18 | q    |
| 99   | 2       | BIZ Belize               | Kenneth Medwood, Jayson Jones, Linford Avila, Kenneth Brackett   | DNF     |      |

### Final
| Pos.              | País                     | Atletas                                                             | Tempo   | Obs.                 |
| ----------------- | ------------------------ | ------------------------------------------------------------------- | ------- | -------------------- |
| Medalha de ouro   | CUB Cuba                 | Noel Ruiz, Raidel Acea, Omar Cisneros, William Collazo              | 2:59.43 | Recorde da temporada |
| Medalha de prata  | DOM República Dominicana | Arismendy Peguero, Luguelin Santos, Yoel Tapia, Gustavo Cuesta      | 3:00.44 | Recorde da temporada |
| Medalha de bronze | VEN Venezuela            | Arturo Ramírez, Alberto Aguilar, José Acevedo, Omar Longart         | 3:00.82 | Recorde da temporada |
| 4                 | USA Estados Unidos       | Joshua Scott, Bryan Miller, Lee Moore, Reuben McCoy                 | 3:03.91 |                      |
| 5                 | CAN Canadá               | Philip Osei, Dontae Richards, Tremaine Harris, Michael Robertson    | 3:07.12 | Recorde da temporada |
| 6                 | MEX México               | José Luis Ceballos, José Juan Esparza, Juan Stenner, Orlando García | 3:11.52 |                      |

Legenda
| Recorde mundial                  | Recorde mundial (World record)               |                       | Recorde africano                      | Recorde africano (African) |                                           | Q | Classificado por posição (Qualified) |
| Recorde dos Jogos Pan-Americanos | Recorde pan-americano (Pan-American record)  | Recorde da América    | Recorde da América (Americas)         | q                          | Classificado por melhor tempo (Qualified) |   |                                      |
| Melhor marca do ano              | Melhor marca do ano (World leading)          | Recorde asiático      | Recorde asiático (Asian)              | DNS                        | Não largou (Did not start)                |   |                                      |
| Recorde nacional                 | Recorde nacional (National record)           | Recorde europeu       | Recorde europeu (European)            | DNF                        | Não terminou (Did not finish)             |   |                                      |
| Recorde pessoal                  | Recorde pessoal do atleta (Personal best)    | Recorde da Oceania    | Recorde da Oceania (Oceania)          | DSQ / DQ                   | Desclassificado (Disqualified)            |   |                                      |
| Recorde da temporada             | Recorde da temporada do atleta (Season best) | Recorde sul-americano | Recorde sul-americano (South America) | NM                         | Sem marca (No mark)                       |   |                                      |